# Camera Café
Camera Café è una sitcom italiana prodotta dal 2003 al 2017, trasmessa in prima visione dapprima su Italia 1 (dalla prima alla quinta stagione) e poi su Rai 2 (sesta stagione). La sitcom è basata sull'omonimo format originale francese Caméra Café. Il titolo della serie deriva da una paronomasia in lingua francese data dall'accostamento e fusione dei termini café ("caffè") e caméra cachée ("telecamera nascosta").
I protagonisti della sitcom sono interpretati dal duo comico Luca e Paolo.

## Trama
La serie racconta le vicissitudini dei lavoratori di un'azienda italiana alle prese con i problemi della vita quotidiana. Le varie situazioni sono riprese dal punto di vista di una macchinetta del caffè situata nell'area relax dell'azienda: davanti ad essa si intrecciano le storie e le abitudini degli impiegati, sfociando spesso nel demenziale e nel grottesco; gli impiegati stessi sono caricature dei vari ruoli dell'organigramma aziendale, avendo comportamenti marcatamente stereotipati ed estremizzati perlopiù negativamente. I protagonisti sono l'alcolizzato ed erotomane responsabile dell'ufficio vendite Paolo Bitta e l'avido e corrotto responsabile dell'ufficio acquisti, nonché rappresentante sindacale, Luca Nervi; attorno a loro si muovono i vari altri dipendenti dell'azienda, tra i quali l'ingenuo e imbranato contabile Silvano Rogi, la brutta e svampita segretaria Patrizia "Patti" D'Imporzano, la disinibita segretaria amministrativa nonché fidanzata di Luca Alex Costa ed il tirannico direttore Augusto De Marinis, oltre ad altri personaggi introdotti nel corso delle varie stagioni.
Mentre nelle prime tre stagioni la serie si limita a mostrare le varie avventure dei personaggi, nelle altre sono state aggiunti degli avvenimenti che fanno da cornice narrativa agli episodi: nella quarta stagione l'azienda deve far fronte alla fusione con la storica rivale Digitex, che ha sede al piano superiore; nella quinta stagione, fallita la fusione, gli impiegati si trovano ad affrontare le conseguenze della crisi finanziaria, che nella sesta stagione porta all'acquisizione dell'azienda da parte di una ditta cinese.

## Episodi
| Stagione         | Episodi | Prima TV Italia |
| ---------------- | ------- | --------------- |
| Prima stagione   | 476     | 2003-2004       |
| Seconda stagione | 354     | 2004-2005       |
| Terza stagione   | 313     | 2005-2006       |
| Quarta stagione  | 298     | 2007-2008       |
| Quinta stagione  | 180     | 2011-2012       |
| Sesta stagione   | 145     | 2017            |

## Personaggi e interpreti

### Personaggi principali

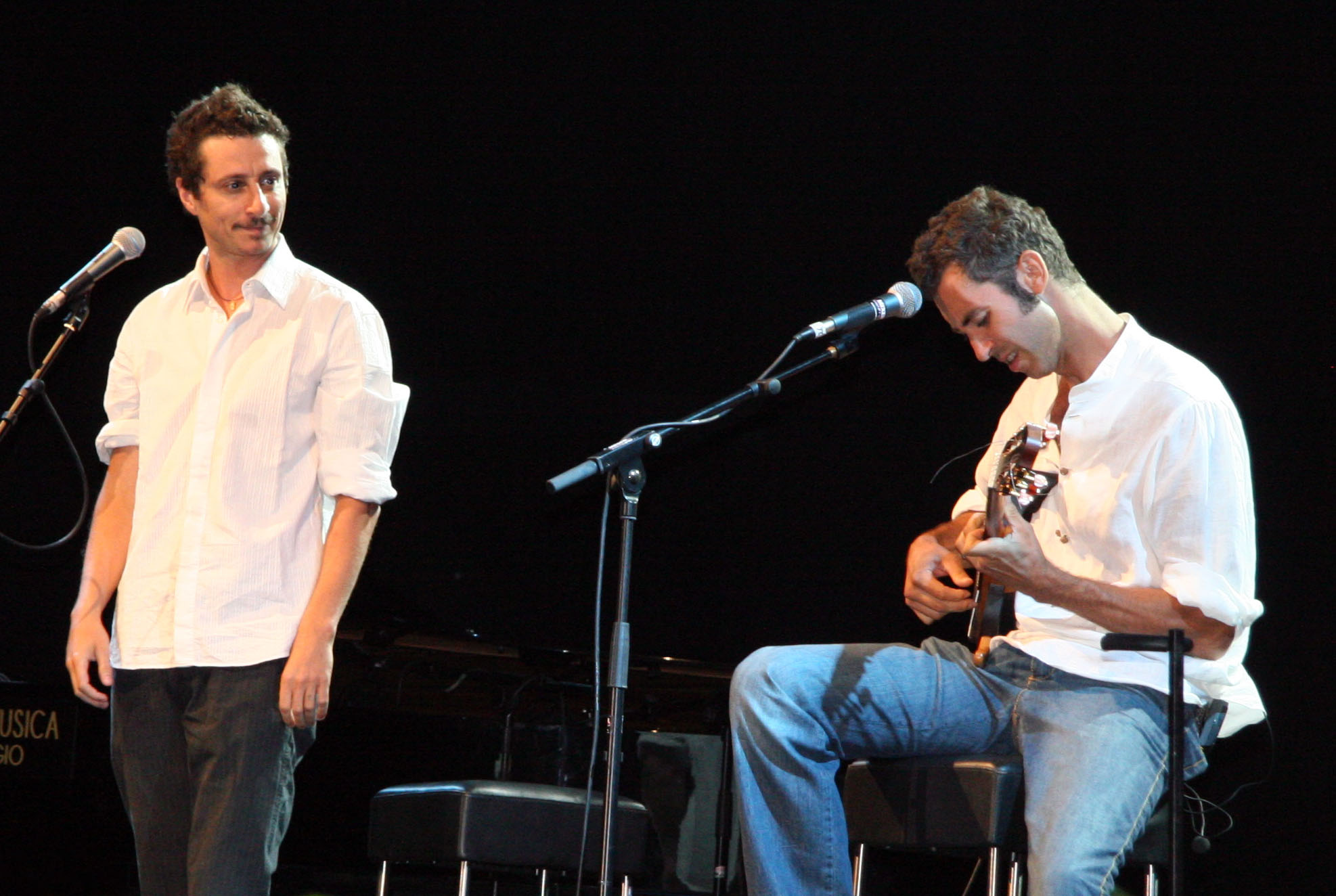
Luca e Paolo, interpreti principali della sitcom.

- Luca Nervi (stagione 1-6), interpretato da Luca Bizzarri.
È il responsabile dell'ufficio acquisti e il delegato sindacale.
- Paolo Bitta (stagione 1-6), interpretato da Paolo Kessisoglu.
È il responsabile dell'ufficio vendite.

### Personaggi secondari
- Silvano Rogi (stagione 1-6), interpretato da Alessandro Sampaoli.
È il capo contabile.
- Patrizia "Patti" D'Imporzano (stagioni 1-5), interpretata da Debora Villa.
È la segretaria archivista.
- Augusto De Marinis (stagione 1-6), interpretato da Renato Liprandi.
È il direttore dell'azienda.
- Ilaria Tanadale (stagioni 1-4), interpretata da Claudia Barbieri.
È la direttrice marketing.
- Gaia De Bernardi (stagioni 1-4), interpretata da Roberta Garzia.
È la vicedirettrice marketing.
- Alessandra "Alex" Costa (stagione 1-6), interpretata da Sabrina Corabi.
È la segretaria amministrativa.
- Olmo Ghesizzi (stagioni 1-5), interpretato da Carlo Gabardini.
È il responsabile informatico.
- Giuseppe "Pippo" Lo Cascio (stagione 1-6), interpretato da Massimo Costa.
È il fattorino.
- Wanda Sordi (stagione 1-6), interpretata da Margherita Fumero.
È la stagista.
- Andrea Pellegrino (stagione 1-6), interpretato da Paolo Bufalino.
È l'autista del presidente.
- Vittorio Ubbiali (stagione 1-6), interpretato da Riccardo Magherini.
È la guardia notturna.
- Guido Geller (stagione 4-6), interpretato da Roberto Accornero.
È il responsabile delle risorse umane.
- Giovanna Caleffi (stagioni 1-4), interpretata da Giovanna Rei.
È la centralinista.
- Jessica (stagioni 1-2, guest 6), interpretata da Jessica Polsky.
È la responsabile della formazione del personale.
- Anna Murazzi (stagioni 1-2), interpretata da Giorgia Cardaci.
È la segretaria del direttore De Marinis.
- Emma Missale (stagioni 3-4), interpretata da Linda Gennari.
È la nuova segretaria del direttore De Marinis.
- Maria Eleonora Baù (stagione 4), interpretata da Cecilia Cinardi.
È la vicedirettrice marketing della Digitex.
- Michele Carminati (stagione 4), interpretato da Fabrizio Careddu.
È il responsabile dell'ufficio vendite della Digitex.
- Caterina Farini (stagione 4), interpretata da Elena Santarelli.
È l'educatrice della nursery della Digitex.
- Gloria (stagione 5), interpretata da Desy Luccini.
È una segretaria.
- Lucrezia Orsini (stagione 5), interpretata da Roberta Nanni.
È la dirigente dell'ufficio iniziative speciali.
- Carlotta Russo (stagione 5), interpretata da Lucia Ocone.
È la wedding planner del matrimonio di Luca e Alex.
- Mario "Il mago" (stagione 5), interpretato da Simone Borrelli.
È il "miracoloso" tecnico della macchinetta a cui Luca e Paolo daranno l'ossessione pur di avere caffè gratis.
- Dottoressa S. Corte (stagione 6), interpretata da Serena Autieri.
È la nuova direttrice marketing dal nome ignoto.
- Stefano Ambrosini (stagione 6), interpretato da Marco Palvetti.
È il responsabile delle vendite online.
- Chiara Giordano (stagione 6), interpretata da Sara Cardinaletti.
È la nuova centralinista, ossessionata dai social network.
- Beatrice Mucciardini (stagione 6), interpretata da Ippolita Baldini.
È la segretaria della dottoressa Corte.
- Martina Paroli (stagione 6), interpretata da Brenda Lodigiani.
È la responsabile delle tecnologie informatiche.
- Cristina Meloni (stagione 6, guest 4), interpretata da Beatrice Schiros.
È l'intrattabile addetta alle pulizie.
- Cristiana (stagione 6), interpretata da Alessia Giuliani.
È la maltrattata addetta alle pulizie.
- Arianna Marelli (stagione 6), interpretata da Roberta Mengozzi.
È la nuova segretaria del direttore.
- Lin (stagione 6), interpretata da Liyu Jin.
È la ricca moglie del presidente della multinazionale cinese Fēidàn, arrogante, viziata e spendacciona.
- Fegato Marcio (stagione 6), interpretato da Pier Giorgio Bellocchio.
È un impiegato, disabile e cinico, che sfrutta la sua condizione per disprezzare i colleghi.
- Asafa N'Kono (stagione 6), interpretato da Alberto Malanchino.
È un immigrato legato all'attività extraufficio di Luca, con la passione per il violino.

## Produzione
La sitcom, realizzata in Italia da Magnolia e da ITC Movie, è basata sul format originale francese Caméra Café, esportato con successo in molti paesi del mondo. La serie è stata ideata nel 2001 da Bruno Solo, Yvan Le Bolloc'h e Alain Kappauf, e trasmessa da M6. Oltre che in Italia, il format della sitcom è stato diffuso e adattato in molti altri paesi del mondo, tra cui: Québec e Grecia (dal 2002), Polonia (dal 2004), Spagna (dal 2005), Portogallo (dal 2006), Marocco (dal 2010), Australia, Fiandre, Lussemburgo, Riunione, Svizzera, Ucraina, Filippine, Brasile, Romania, Serbia e Cina.
La produzione italiana della sitcom è partita nel gennaio 2003, con la realizzazione dell'episodio pilota girato a Parigi, sfruttando il set di Caméra Café. Oltre a Luca Bizzarri e Paolo Kessisoglu nei panni della coppia protagonista Luca Nervi-Paolo Bitta, gli altri interpreti furono unicamente Debora Villa, Alessandro Sampaoli, Giovanna Rei e Paolo Bufalino, nei panni rispettivamente della segretaria Patti, del contabile Silvano, della centralinista Giovanna e dell'autista Andrea; questo perché all'epoca non v'era ancora la certezza che un network televisivo avrebbe acquistato e prodotto la serie, quindi non sussisteva la necessità di completare il cast. In quella circostanza, il nome di Paolo Bitta era "Pierpaolo Zecchini", mentre il motto di Luca Nervi non era il poi noto «Questo sì che romperà i maroni alla direzione!» ma «A torto o a ragione, dai fastidio al padrone!».
Sempre nel pilot viene nominato per la prima e unica volta anche il nome dell'azienda per cui lavorano Luca e Paolo, la Tondello S.p.A., e durante i provini per la scelta del cast dell'episodio pilota, per la parte di Silvano fu inizialmente provinato anche Carlo Gabardini, poi interprete di Olmo nella serie regolare; dopo essere stato scartato per il ruolo del contabile, Gabardini, autore oltreché attore, fu richiamato dal regista della sitcom in veste di cosceneggiatore degli episodi, e in tale circostanza creò il personaggio di Olmo – assente nella versione originale francese – che poi lui stesso, sempre su idea del regista, interpretò.

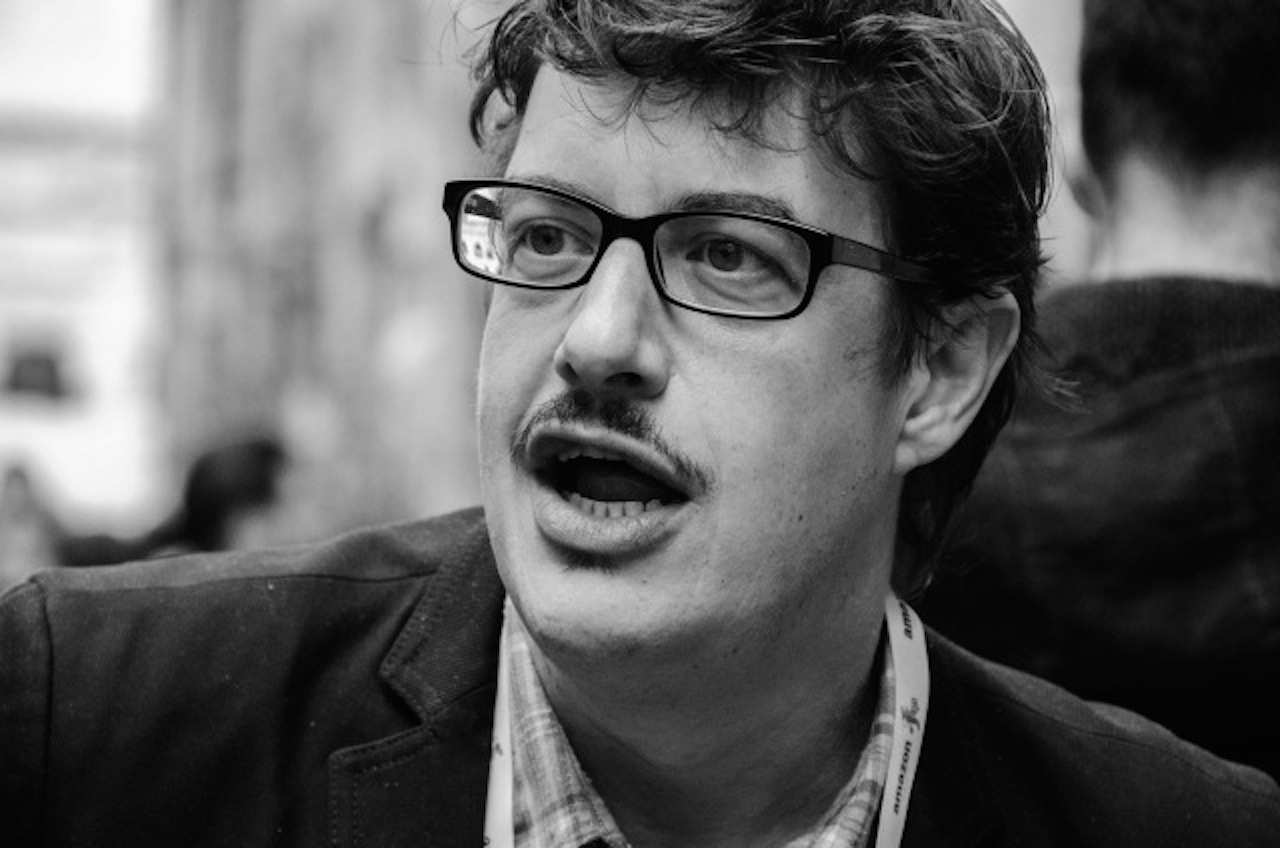
Carlo Gabardini ha rivestito nell'edizione italiana il doppio ruolo di cosceneggiatore e interprete.

Al termine di una pausa di tre anni, nel giugno 2011 Mediaset ufficializza il ritorno in produzione di Camera Café per una quinta stagione, in onda nella stagione 2011-2012.
Dopo un'altra pausa della durata di cinque anni, la sitcom torna in palinsesto per la stagione 2017-2018 con una sesta stagione. Nell'occasione la serie passa da Italia 1 a Rai 2 e viene prodotta da ZeroStories in collaborazione con Rai Fiction. La sesta stagione di Camera Cafè vede l'assenza di Gabardini nel doppio ruolo di autore e interprete di Olmo, e di Villa nel ruolo di Patti, personaggi entrambi eliminati dalla sceneggiatura.

## Espedienti narrativi
La serie si svolge interamente davanti a una macchinetta del caffè – seguendo lo schema della cosiddetta water cooler television –, che costituisce anche il punto di vista da cui sono riprese le varie vicissitudini, nell'area relax di una non meglio definita azienda italiana. Tale area, dipinta a spiccati toni gialli, è costituita da un corridoio cieco al cui termine è posta la macchinetta, mentre al lato opposto si collega ad altri due corridoi che portano agli uffici; nel punto di collegamento tra i corridoi è presente un ascensore, posto esattamente a dirimpetto della macchinetta. Nell'area relax si trovano inoltre un bagno, posto a sinistra della scena, una fotocopiatrice, delle piante e alcuni tavolini. L'ambientazione resta pressoché invariata nel corso della serie: tra le modifiche principali vi è l'aggiunta di un cucinino sul lato opposto al bagno nella quarta stagione; la riverniciatura con toni arancioni nella quinta; e il ritorno al giallo e l'aggiunta di un parquet e di una postazione di coworking nella sesta.
Di norma, gli episodi della sitcom hanno una durata di circa cinque minuti. Ognuno ha un suo proprio titolo, che consiste genericamente in una parola chiave o in una breve espressione che spiega la vicenda centrale. L'episodio è composto da un prologo, non necessariamente collegato con la vicenda centrale, tre o più sketch e un epilogo. I vari episodi vengono poi raggruppati per formare un blocco di durata più lunga: quindi ogni appuntamento di Camera Café è articolato in più episodi, il cui numero varia a seconda del format utilizzato: una striscia quotidiana, o uno speciale in prima serata. Con il passare degli anni, il numero di episodi per stagione si è man mano ridotto, passando dai quasi cinquecento della prima, ai poco meno di duecento della quinta, mentre di contro la loro durata si è allungata sempre più; vari episodi delle prime due stagioni non lambiscono i quattro minuti, mentre molti delle seguenti superano abbondantemente i sei o sette minuti, arrivando in alcuni casi anche a sfiorare i dieci minuti.
Il nome dell'azienda non viene mai rivelato, limitandosi a definire l'azienda in base ai loro prodotti o ai rapporti con le altre società. Essa ha sede al diciassettesimo piano di un palazzo situato sul confine provinciale di una città del Nord Italia; al piano superiore si trovano gli uffici della rivale Digitex, mentre al piano inferiore un'azienda cinese. Il prodotto di punta dell'azienda sono le C-14, anch'essi indefinibili strumenti che, pur essendo menzionate spesso nelle varie puntate, non vengono mai mostrate o descritte. Si sa inoltre che l'azienda ha varie filiali sia italiane, tra le quali una a Pescara oggetto di varie trasferte dei personaggi, che estere.

### Episodi speciali
All'interno delle varie stagioni di Camera Café sono stati realizzati alcuni episodi e sketch speciali, uniti tra loro da un particolare filo logico.

#### Lezioni di guida
(Dialogo tra Luca e Paolo)
In questi brevi sketch, presenti all'interno della prima stagione, Luca tenta invano di aiutare Paolo a riprendere la patente di guida, ritiratagli dai vigili per via della sua guida spericolata. Nonostante tutta la buona volontà di Luca, Paolo è un automobilista ignorante e indisciplinato e le sue risposte ai quiz del test della patente si rivelano pura follia.

#### Speciale di Natale
(Dialogo tra Patti e Wanda)
Queste due puntate speciali, realizzate nel corso della seconda e terza stagione, e trasmesse in prima serata durante la settimana di Natale, sono ricche di episodi a tema natalizio. A questi episodi hanno partecipato molte guest star, tra cui: Raz Degan, Marco Messeri, Amadeus, Obafemi Martins e altri. I due speciali natalizi sono andati in onda il 26 dicembre 2004 e il 26 dicembre 2005.

#### Nel secolo scorso
(Dialogo tra De Marinis e Paolo)
Questi episodi, presenti all'interno della terza stagione, sono una sorta di prequel di Camera Café (anche se non ne rispettano la continuity): infatti, con un salto indietro nel tempo, gli episodi (che iniziano tutti con la frase Il primo giorno di..., ad eccezione di Il primo incontro di Luca e Paolo) mostrano il primo giorno di lavoro in azienda di Paolo, Luca, Silvano, Patti, Pippo, Olmo, Andrea, Alex, Giovanna e Gaia, oltre che il primo giorno da direttore di De Marinis e il primo incontro in ufficio tra Luca e Paolo.
Gli sketch sono trasmessi in maniera sbiadita e con un audio di scarsa qualità, come se fossero stati ripresi con una vecchia cinepresa Super 8; nell'area relax dell'azienda, rispetto al tradizionale arredamento, troviamo in più un divano in pelle marrone di dubbio gusto, un tavolino quadrato accanto al divano e un telefono pubblico accanto alla macchinetta del caffè; inoltre tutti i personaggi indossano degli abiti démodé e sfoggiano delle bizzarre capigliature.

#### Guida alla fusione
(Dialogo tra Luca e Paolo)

Logo della quarta stagione della sitcom

Questi sketch, presenti all'interno della quarta stagione, riprendono lo schema di Camera Café - Lezioni di guida. Durante la fusione, la dirigenza ha consegnato a tutti i dipendenti dell'azienda e della Digitex un manuale, il "Libro della fusione", ricco di consigli e suggerimenti per affrontare al meglio il periodo di transizione. I consigli del libro sono realizzati sotto forma di quiz, e nonostante il fatto che Luca, contrario alla fusione con la Digitex, forzi sempre Paolo a rispondere in maniera sbagliata (cioè negativa), le risposte di Paolo sono sempre al limite del paradosso.

#### Scuola di vita P. Bitta
(Dialogo tra Luca e Paolo)
Questi sketch, presenti all'interno della quinta stagione, riprendono lo schema di Camera Cafè - Lezioni di guida e Camera Café - Guida alla fusione. In vista del matrimonio tra Luca e Alex, Paolo mette in piedi una serie di "lezioni di vita" per mettere in guardia l'amico dalle abitudini della vita matrimoniale. Queste lezioni sono fatte sotto forma di quiz, ma Luca sbaglia sempre, poiché Paolo considera come risposte corrette quelle che rispecchiano il proprio stile di vita, tutt'altro che irreprensibile.

#### Aggiornamento Paolo Bitta in corso...
Questi sketch, presenti all'interno della sesta stagione, riprendono lo schema di Camera Cafè - Lezioni di guida, Camera Café - Guida alla fusione e Scuola di vita P. Bitta. Ormai in un mondo perennemente connesso, Luca cerca di "aggiornare" l'amico Paolo ai nuovi costumi fatti di social network, app e gadget tecnologici, ma senza successo in quanto Paolo, anche a causa delle sue capacità intellettuali notoriamente limitate, non riesce mai ad assimilare nulla di tutto ciò.

## Altri media

### Libri
- Il manuale dell'impiegato 3.1 - Guida pratica al fancazzismo, Milano, Fivestore, 2011, ISBN 978-88-97453-27-7.

### Videogiochi
Nel 2005 è stato tratto da Camera Café un videogioco omonimo, Camera Café - Il gioco, uscito nel dicembre dello stesso anno. Nel gioco, ambientato all'interno degli uffici dell'azienda, il giocatore può vestire i panni di Luca Nervi e Paolo Bitta, e può interagire con tutti gli altri personaggi protagonisti della sitcom. Durante il gioco vengono anche introdotti nuovi personaggi, e vengono rivelati anche alcune curiosità e particolari nascosti che non possono essere appresi con la sola visione della sitcom.
Nel 2006 è stato pubblicato il secondo capitolo, Camera Café 2.

## Videografia
- Camera Café (2 DVD-Video con libro), Milano, Mondadori, 2004, ISBN 88-04-53595-4.
- Camera Café 2 (2 DVD-Video con libro), Milano, Mondadori, 2006, ISBN 88-04-55425-8.